# František Trstenský
František Trstenský (* 13. března 1973, Trstená) je diecézní biskup spišské diecéze, vysokoškolský profesor, odborník na biblické vědy, teolog a publicista. 

## Životopis
Před biskupským svěcením byl farářem ve farnosti Kežmarok, rektorem tamní Baziliky Povýšení svatého Kříže, děkanem Kežmarského děkanátu a děkanem-moderátorem podtatranských děkanátů Kežmarok, Poprad a Spišský Štiavnik. Jako vysokoškolský profesor zároveň přednáší v kněžském semináři ve Spišské Kapitule, ve Spišském Podhradí, kde je spolugarantem studijního oboru katolická teologie. Ve Spišské diecézi je členem Kněžské rady, Liturgické komise a Komise pro posvátné řády a ministéria. Je autorem literatury především s biblickým zaměřením. Žilinský samosprávný kraj mu v roce 2019  udělil Pamětní plaketu za šíření poznatků o Bibli mezi mladými lidmi. Bývá hostem v pořadech katolické televize TV Lux a katolického rádia Lumen zejména s biblickou tematikou. Na oficiálních stránkách farnosti Kežmarok pravidelně zveřejňuje své podcasty Kairos a Boží Slovo mezi námi. Je také autorem pravidelných zamyšlení Modlitba s evangeliem. Rodák z Oravy pochází z Medvedzia, které je v současnosti městskou částí Tvrdošína. Po absolvování Gymnázia Martina Hattaly v Trstené pokračoval v letech 1991-1997 ve studiu na Teologickém institutu ve Spišské Kapitule-Spišském Podhradí, který byl v té době součástí Univerzity Komenského v Bratislavě. Kněžské svěcení přijal 21. června 1997 ve kostele Nejsvětější Trojice v Tvrdošíně z rukou biskupa Mons. Andreje Imricha a začal pracovat jako kněz pro Spišskou diecézi.
Dne 8. září 2023 jej papež František jmenoval spišským diecézním biskupem. Biskupské svěcení přijal 21. října 2023 v 10:00 v katedrále svatého Martina na Spišské Kapitule. Hlavním světitelem byl košický arcibiskup Bernard Bober, spolusvětitely byli apoštolský nuncius na Slovensku Nicola Girasoli a emeritní pomocný biskup spišské diecéze Andrej Imrich.